# Ramaria pusilla
Ramaria pusilla är en svampart som beskrevs av Corner 1950. Ramaria pusilla ingår i släktet Ramaria och familjen Gomphaceae.   Inga underarter finns listade i Catalogue of Life.